# Travedona-Monate
Travedona-Monate là một đô thị nằm ở bờ đông của hồ Maggiore, ở tỉnh Varese, Ý. Dân số khoảng 3336 người, diện tích 9 km², với mật độ dân số 371 người/km². Các đô thị giáp ranh: Biandronno, Brebbia, Bregano, Cadrezzate, Comabbio, Ispra, Malgesso, Osmate, Ternate, và hồ Monate.